# Генріх Донцель
Ге́нріх Бургу́ндський (нім. Heinrich von Burgund, фр. Henri de Bourgogne; бл. 1035 — 1070/1074) — спадкоємець герцогського престолу Бургундії (з 1060). Представник Бургундського дому династії Капетингів. Другий син бургундського герцога Роберта I й Гедвіги де Семюр. Небіж франкського короля Генріха I. Кузен франкського короля Філіппа І, сина київської князівни Анни Ярославни. Батько бургундських герцогів Гуго I й Еда I, та португальського графа Генріха. Одружився близько 1056 року. Став спадкоємцем після загибелі свого старшого брата Гуго (1060). Помер раніше батька, тому титул герцогів успадкували його сини. Прізвиська — Чепурун чи Шляхетний (фр. Damoiseau), Донзе́ль (фр. Donzel). 

## Сім'я
- Батько: Роберт I
- Мати: Гедвіга де Семюр
- Дружана: NN (Ім'я дружини Генріха в джерелах не згадується. Як рік шлюбу на підставі року народження старшого сина вказується 1056. Абат Моріс Шом на підставі ономастичних даних припустив, що дружина Генріха була родичкою графа Барселони Рамона Борреля I. Сабольч де Важа припустив, що дружиною Генріха була дочка Беренгера Рамона I, графа Барселони. З дочок Рамона Беренгера зазвичай вибирається Сибілла (1035-1074). Інші історики вважають, що його дружиною була Сибілла, дочка Рено I, графа Бургундії. Існує ще одна версія. Жан Рішар припустив, що дружину Генріха звали Клеменц і вона походила з Пуатьє). 
  - Гуго I (1057—1093), герцог Бургундський (1076—1079)
  - Еда I (1058—1103), герцог Бургундський (1079—1079)
  - Роберт (1059—1111), єпископ Лангрський
  - Елія (1061—після 1081/1084)
  - Беатріс (1063—до 1010); чоловік: після 1082 Гі III (пом. до 1026), сеньйор де Віньорі
  - Рено (1065—1092), абат де Сен-П'єр в Флавін
  - Генріх (1066—1112), граф Португалії (1096—1112), засновник Португальського Бургундського дому.